# Levomethamphetamine
Levomethamphetamine  là dạng levorotatory (L- enantiome) của methamphetamine. Levomethamphetamine là một thần kinh giao cảm co mạch là thành phần hoạt chất trong một số thuốc thông mũi chống sung huyết hít không kê đơn (OTC) tại Hoa Kỳ. [lưu ý 2]

## Dược lý
Levomethamphetamine vượt qua hàng rào máu não và hoạt động như một chất chủ vận TAAR1, hoạt động như một chất giải phóng norepinephrine chọn lọc (có ít hoặc không ảnh hưởng đến việc giải phóng dopamine), vì vậy nó ảnh hưởng đến hệ thần kinh trung ương, mặc dù tác dụng của nó là khác biệt về chất so với dextromethamphetamine. Nó không có khả năng gây hưng phấn hoặc nghiện mà dextromethamphetamine sở hữu. Trong số các tác dụng sinh lý của nó là thuốc co mạch làm cho nó hữu ích cho việc thông mũi. Thời gian bán hủy của levomethamphetamine là từ 13,3 đến 15 giờ, trong khi đó dextromethamphetamine có thời gian bán hủy khoảng 10,5 giờ.

### Selegiline
Levomethamphetamine là chất chuyển hóa hoạt động của thuốc selegiline điều trị Parkinson. Selegilin, một lựa chọn chế monoamine oxidase B (MAO <sub id="mwIQ">B)</sub> chất ức chế ở liều thấp,  cũng được chuyển hóa thành levomethamphetamine và levoamphetamine. Điều này đã khiến người dùng thử nghiệm dương tính với amphetamine.
Bản thân Selegiline có tác dụng bảo vệ thần kinh và thần kinh, nhưng lo ngại về độc tính thần kinh của levomethamphetamine dẫn đến sự phát triển của các chất ức chế MAOB thay thế như rasagiline, không tạo ra các chất chuyển hóa độc hại.

## Tác dụng phụ
Khi dùng thuốc thông mũi quá mức, levomethamphetamine có tác dụng phụ tiềm tàng giống như các thuốc trị giao cảm khác; những tác dụng này bao gồm tăng huyết áp (tăng huyết áp), nhịp tim nhanh (nhịp tim nhanh), buồn nôn, đau bụng, chóng mặt, nhức đầu, đổ mồ hôi, căng cơ và run.    Tác dụng phụ trung tâm có thể bao gồm lo lắng, mất ngủ và chán ăn. 

### Sử dụng không phải trong y khoa
Trong một nghiên cứu về tác dụng tâm sinh lý của levomethamphetamine, tiêm tĩnh mạch 0,5 mg/kg (nhưng không phải 0,25 mg/kg) ở người sử dụng methamphetamine giải trí sản xuất hàng chục "ma túy thích" tương tự như racemic methamphetamine, nhưng hiệu quả là ngắn ngủi. Nghiên cứu không kiểm tra bằng đường uống levomethamphetamine. Hiện tại không có nghiên cứu chứng minh điểm số "thích thuốc" của levomethamphetamine đường uống tương tự như methamphetamine hoặc dextromethamphetamine ở người dùng giải trí hoặc người dùng thuốc.

## Phát hiện trong dịch cơ thể
Levomethamphetamine có thể đăng ký trên màn hình thuốc nước tiểu như methamphetamine, amphetamine hoặc cả hai, tùy thuộc vào sự trao đổi chất và liều lượng của đối tượng. L-methamphetamine chuyển hóa hoàn toàn thành L-amphetamine sau một thời gian.